# Forsyth (Montana)
Forsyth – miasto w Stanach Zjednoczonych, w stanie Montana, w hrabstwie Rosebud.